# Кулькибекмахи
Кулькибекмахи (дарг. ХъулкибекӀмахьи) — село в Сергокалинском районе Дагестана.
Входит в состав Миглакасимахинской сельской администрации (включает села: Миглакасимахи, Кардмахи, Кулькибекмахи, Ханцкаркамахи).

## География
Село расположено в 31 км к юго-западу от районного центра — села Сергокала.

## Население
| 1939 | 1989 | 2002 | 2010 | 2021 |
| ---- | ---- | ---- | ---- | ---- |
| 134  | ↘102 | ↗167 | ↗185 | ↘173 |